# Stagione di college football 2019
La stagione di college football NCAA Division I FBS 2019 negli Stati Uniti organizzata dalla National Collegiate Athletic Association (NCAA) per la Division I Football Bowl Subdivision (FBS), il livello più elevato del football universitario, è iniziata il 24 agosto e la sua stagione regolare si è conclusa il 14 dicembre 2019. La finale si è disputata il 13 gennaio 2020.
Questa è stata la sesta stagione in cui si è adottato il sistema chiamato College Football Playoff (CFP), che ha sostituito il precedente Bowl Championship Series (BCS).

## Bowl game e College Football Playoff
A partire dai playoff 2014–15, sei Bowl CFP ospitano le semifinali di playoff su rotazione. Per questa stagione, il Peach Bowl e il Fiesta Bowl hanno ospitato le semifinali, con le vincenti che si sono affrontate nella finale del campionato NCAA al Mercedes-Benz Superdome di New Orleans, Louisiana.
|  | Semifinali | Semifinali | Semifinali |         |    | Finale | Finale | Finale |  |
|  |            |            |            |         |    |        |        |        |  |
|  | 1          | LSU        | 63         |         |    |        |        |        |  |
|  | 1          | LSU        | 63         |         |    |        |        |        |  |
|  | 4          | Oklahoma   | 28         |         |    |        |        |        |  |
|  | 4          | Oklahoma   | 28         |         | 1  | LSU    | 42     |        |  |
|  |            |            |            |         | 1  | LSU    | 42     |        |  |
|  |            |            | 3          | Clemson | 25 |        |        |        |  |
|  | 2          | Ohio State | 3          | Clemson | 25 | 23     |        |        |  |
|  | 2          | Ohio State |            |         |    |        |        |        |  |
|  | 3          | Clemson    | 29         |         |    |        |        |        |  |

## Premi e onori

### Heisman Trophy
L'Heisman Trophy è assegnato ogni anno al miglior giocatore.
- Joe Burrow, QB, LSU
- Justin Fields, QB, Ohio State
- Jalen Hurts, QB, Oklahoma
- Chase Young, DE, Ohio State

### Altri premi al miglior giocatore
- Giocatore dell'anno dell'Associated Press: Joe Burrow, QB, LSU
- Chic Harley Award (giocatore dell'anno): Joe Burrow, QB, LSU
- Maxwell Award (miglior giocatore): Joe Burrow, QB, LSU
- SN Player of the Year: Joe Burrow, QB, LSU
- Walter Camp Award (miglior giocatore): Joe Burrow, QB, LSU